# 282 aC
El 282 aC va ser un any del calendari romà prejulià.
En aquell temps, era conegut com a any del consolat de Luscí i Pap (o, més rarament, any 472 Ab urbe condita). L'ús del nom «282 aC» per referir-se a aquest any es remunta a l'alta edat mitjana, quan el sistema Anno Domini va esdevenir el mètode de numeració dels anys més comú a Europa.

## Esdeveniments
- Batalla de Populonia entre romans i etruscs, on Quint Emili Pap va obtenir una brillant victòria.[2]
- Gai Fabrici Luscí va portar la guerra al sud d'Itàlia contra samnites, lucans i brutis. Va marxar cap a Túrios que era assetjada per lucans i brutis, i va estar a punt de ser vençut, però el déu Mart el va ajudar a vèncer, diu la llegenda. Va celebrar un triomf.[3]
- Guerra entre Roma i Tàrent, que va representar l'inici de les Guerres pírriques.[4]
- Seleuc I Nicàtor, rei de l'Imperi Selèucida, declara la guerra a Lisímac, rei de Tràcia.[5]